# رندم هاوس
رندم هاوس (بالإنجليزية: Random House)‏ هي أكبر دار نشر كتب باللغة الإنجليزية في العالم. تأسست في عام 1925 على يد بينيت سيرف ودونالد كلوبفر [الإنجليزية]. تمتلكها منذ عام 1998 شركة بيرتلسمان وهي شركة إعلام ألمانية خاصة. بلغت عائداتها عام 2006 حوالي 2.3 مليار دولار أمريكي. ويعمل بها حوالي 5700 موظف.